# Федчук, Андрей Васильевич
Андре́й Васи́льевич Федчу́к (укр. Андрій Васильович Федчук, 12 января 1980 — 15 ноября 2009) — украинский боксёр, бронзовый призёр Олимпийских игр 2000 года и чемпионата Европы 2004 года. Выступал в категории до 81 кг.

## Биография и достижения
Воспитанник Заслуженного тренера Украины Ивана Данилишина. На Олимпиаде-2000 в Сиднее проиграл в полуфинале чеху Рудольфу Краю со счётом 7-11 и завоевал бронзу. Это была одна из пяти наград украинских боксёров на той Олимпииаде.
6 октября 2000 года за достижение весомых спортивных результатов на XXVII летних Олимпийских играх в Сиднее был награждён орденом «За мужество» III ст.
15 ноября 2009 года погиб в ДТП недалеко от родной Коломыи.